# 兗國大長公主
兗國大長公主（1060年－1083年），本名不詳，為北宋仁宗第十一皇女，母董淑妃。
嘉祐六年（1061年），封為永壽公主，後進號為榮國長公主。宋英宗即位後，在治平四年（1046年）又進封邠國大長公主。熙寧九年（1076年），改封魯國大長公主。公主後來下嫁左領軍衛大將軍曹詩。公主性儉樸，對於華麗的亭台樓閣毫無興趣。熙寧十年（1077年）夏季，發生乾旱，但曹詩及族人都準備為公主慶壽，公主卻說：「為了乾旱，皇帝已經撤去豐盛的膳食和停止遊樂，我又怎能開心的過我的生日呢？」於是撤去慶壽準備。
元豐六年（1083年）公主逝世，得年二十四，追封荊國大長公主，諡賢懿。宋徽宗追封為兗國大長公主，政和年間又改諡為賢懿恭穆大長帝姬。